# 塔利卡河
塔利卡河（白俄羅斯語：Талька）是白俄羅斯的河流，屬於斯維斯拉奇河的右支流，由明斯克州負責管轄，河道全長32公里，流域面積341平方公里，流經中別列津平原。